# Hviderusland ved sommer-OL 2020
 Hviderusland   deltog i sommer-OL 2020 i Tokyo, Japan i perioden 24. juli – 9. august 2020. Denne periode blev ændret til 23. juli – 8. august 2021 på grund af COVID-19 pandemien.

## Medaljer
| 2020 Tokyo   | Guld | Sølv | Bronze | Total |
| Hviderusland | 1    | 3    | 3      | 7     |

### Medaljevinderne
| Hviderusland under sommer-OL 2020 i Tokyo | Hviderusland under sommer-OL 2020 i Tokyo                          | Hviderusland under sommer-OL 2020 i Tokyo | Hviderusland under sommer-OL 2020 i Tokyo | Hviderusland under sommer-OL 2020 i Tokyo |
| Medalje                                   | Navn                                                               | Sport                                     | Event                                     | Dato                                      |
| ----------------------------------------- | ------------------------------------------------------------------ | ----------------------------------------- | ----------------------------------------- | ----------------------------------------- |
| Guld                                      | Ivan Litvinovitj                                                   | Gymnastik                                 | Trampolin (M)                             | 31. juli 2021                             |
| Sølv                                      | Iryna Kuratjkina                                                   | Brydning                                  | Fristil (K) (57kg)                        | 5. august 2021                            |
| Sølv                                      | Mahamedkhabib Kadzimahamedaw                                       | Brydning                                  | Fristil (M) (74kg)                        | 6. august 2021                            |
| Sølv                                      | Maryna Litvintjuk Volha Khudzienka Marharyta Makhnjova Volha Papok | Kano og kajak                             | K-4 500m (K)                              | 7. august 2021                            |
| Bronze                                    | Vanesa Kaladzinskaja                                               | Brydning                                  | Fristil (K) (53kg)                        | 6. august 2021                            |
| Bronze                                    | Maksim Nedasekaw                                                   | Atletik                                   | Højdespring (M)                           | 1. august 2021                            |
| Bronze                                    | Alina Harnasko                                                     | Gymnastik                                 | Rytmisk Gymnastik (K)                     | 7. august                                 |